# Maurycy Aronsohn
Maurycy Aronsohn (ur. 29 czerwca 1858 w Krakowie, zm. 1934) – adwokat, doktor prawa, radny, historyk, członek stowarzyszenia „Freitischverein”, organizującego posiłki dla dzieci żydowskich w wieku szkolnym.

## Życiorys
Urodził się 29 czerwca 1858 na Kazimierzu w Krakowie w rodzinie Chaima Eliasza i Gitel Jetti z domu Rosenstrauch. Studiował prawo na Uniwersytecie Jagiellońskim. W 1885 roku uzyskał tytuł doktora praw. 2 kwietnia 1930 roku przeprowadził się do Bielska. W 1933 roku zamieszkiwał w Bielsku przy ulicy Kolejowej 1. W 1905 roku wydał broszurę o historii Żydów w Bielsku pt. Die israelitische Kultusgemeinde in Bielitz 1865–1905. Ein geschichtlicher Rückblick („Żydowska gmina wyznaniowa w Bielsku 1865–1905. Zarys historyczny”).
Należał do Krakowskiej Izby Adwokackiej.
Miał syna Leopolda, podporucznika rezerwy Wojska Polskiego.
Został pochowany na cmentarzu żydowskim przy ul. Cieszyńskiej 92 w Bielsku (sektor B, rząd I, nr grobu 580). Na jego mogile stanął granitowy nagrobek.